# Inge Viermetz
Inge Viermetz (ur. 7 marca 1908 w Aschaffenburgu, zm. 23 kwietnia 1997 w Vaterstetten) – SS-Gefolge, należała do kierownictwa niemieckiej organizacji Lebensborn.
W latach 1941–1942 była szefem (niem. Abteilungsleiterin) „Wydziału głównego A” obejmującego wydziały Przyjęć do ośrodka, Kurateli, Pośrednictwa do placówek opieki oraz w adopcji, Statystyki, Registratury. Została uniewinniona podczas procesów RuSHA w 1948 roku z braku dowodów.